# Grønlandsk (sprog)
Grønlandsk (grønlandsk: kalaallisut, "grønlændernes sprog")[kilde mangler] er et sprog i den inuitiske gren af den eskimoisk-aleutiske sprogfamilie, der tales i hele det arktiske område. Grønlandsk tales af ca. 50.000 mennesker i Grønland og ca. 20.000 mennesker i Danmark og er det eneste af de inuitiske sprog, der ikke er et minoritetssprog i sit primære udbredelsesområde, idet de inuitiske sprog i Quebec, Alaska og Sibirien er truet af hhv. fransk, engelsk og russisk. Det skyldes, at grønlænderne i Grønland er en majoritetsgruppe, idet der frem til Anden Verdenskrig kun befandt sig nogle få hundrede danskere og dansksprogede i den daværende koloni, mens der i dag er ca. 7.000 af en samlet befolkning på 56.452.

## Historie
Det antages, at Thule-kulturens vandringer i to forskellige retninger rundt om Grønland har ført til de to forskellige sprogvarianter, vestgrønlandsk (kalaallisut) og østgrønlandsk (tunumiisut), som er svært indbyrdes forståelige og snarere kunne regnes for to forskellige sprog. Hertil kommer en tredje variant, Thule-sprog (inuktun), som indtager en mellemposition mellem vestgrønlandsk og inuitsprogene i det nordøstlige Canada og som menes at stamme fra en senere indvandring.
Vestgrønlandsk, der er den mest udbredte variant, og som tales af ca. 70.000 sprogbrugere, har i sig selv tre dialekter – nordvestgrønlandsk, midtgrønlandsk og sydgrønlandsk – som er indbyrdes forståelige. Heraf er den midtgrønlandske dialekt mest udbredt, idet det grønlandsk, der tales i hovedstaden Nuuk, dominerer det offentlige liv.
Sprogligt står de inuitiske sprog og således grønlandsk relativt isoleret. Selv om nordboerne var længe i Grønland, fra 985 til midt i det 15. århundrede, har moderne grønlandsk kun indoptaget få nordiske ord: Kuanneq af kvan, niisa af hnísa (marsvin) og puuluki af porrke (gris). Grønlandsk har et eget ord for Holland med betydningen "lavtliggende egn". Det grønlandske ord qallunaat for danskere betyder også "dem med store øjenbryn".
Det moderne Grønland blev præget af herrnhutermissionen i tiden fra 1733-1900.
Den tysk-grønlandske missionær Samuel Kleinschmidt udgav i 1851 en grønlandsk grammatik.
Men heller ikke tysk har sat sig varige spor i sproget. Et eksempel er dog ajasoornarpoq: det er forbavsende (efter ach ja so). Under Anden Verdenskrig, hvor Grønlands forsvar var i hænderne på amerikanerne, blev sproget påvirket af amerikanske ord, hvor baaj (farvel) og dump (losseplads) stadig benyttes i dagligt grønlandsk i dag. Grønlandsk er blevet præget af danskere og dansk i henved 300 år og har indoptaget en lang række danske ord og ord via dansk som bøffi og bussit, idet fremmedordet som ender på en konsonant tilføjes et i og evt. udsættes for konsonantfordobling. Selvom moderne grønlandsk har haft behov for mange låneord, har sproget i al væsentlighed bevaret sin struktur og egenart.
Det er en myte, at der findes hundreder af ord for sne på grønlandsk: Grønlandsk har reelt kun to basale ord for sne, nemlig qanik (faldende sne, dvs. snevejr) og aput (liggende sne, dvs. snedække). Disse kan selvfølgelig udbygges med allehånde kvalificeringer, som også det danske ord "sne" kan (tøsne, nysne osv.). Det er imidlertid korrekt, at grønlandsk har udviklet et ordforråd på områder, hvor sprogbrugerne har haft brug for det, fx for byttedyr og sociale relationer. Behovet for at italesætte emner som militærteknologi og grøntsager har derimod længe været uaktuelle, hvorfor en del fremmedord har måttet tages i brug, eller passende ord har måttet konstrueres. Det er Oqaasileriffik (på dansk: Sprogsekretariatet) i Nuuk, der overvåger sprogets aktuelle udvikling, med Oqaasiliortut (på dansk: Sprognævnet) som beslutningstagende organ – som Dansk Sprognævn gør det med dansk.

## Grammatik
Grønlandsk er et polysyntetisk sprog, hvilket vil sige, at sproget kan føje en række betydningsbærende orddele (morfemer) til en rod (syntese), så der dannes ét ord i modsætning til analytiske sprog, der udtrykker en tanke med særskilte ord for dens enkelte komponenter. Et grønlandsk ord kan bestå af en rod og helt op til fem til ti forskellige tilhæng; på grønlandsk kan man derfor ofte udtrykke en hel dansk sætning med et enkelt ord.
Karakteristisk for grønlandsk er endvidere, at verber og substantiver findes i et væld af bøjningsformer.
Ethvert grønlandsk verbum kan bøjes i ni modi. (de superordinate: indikativ, interrogativ, imperativ og optativ samt de subordinate: kausativ, konditionalis, iterativ, kontemporativ og participialmåde), op til otte forskellige personer, to forskellige numeri, og nogle også i positiv og negativ. Dette giver teoretisk set helt op til 725 forskellige bøjningsformer, som dog følger en vis logik. I overensstemmelse med sprogets polysyntetiske natur, inkorporeres et pronominalt subjekt og objekt ofte i verbalendelsen.
For substantivernes vedkommende gælder det, at der er otte forskellige kasus (to grammatiske: absolutiv og relativ samt seks oblikke: instrumentalis, allativ, lokativ, ablativ, vialis og ækvalis), to numeri samt forskellige genitivendelser, hvilket ligeledes medfører en stort antal muligheder, hvor et dansk substantiv kun har særskilte former for bestemthed og genitiv. Hvis grønlandsk morfologi således er kompliceret, er syntaksen overkommelig, idet subjektet altid kommer før objektet, som kommer før verbet. Sprogets lydlige side er ligeledes mere enkel end på dansk, idet der kun findes 14 grønlandske konsonanter og tre vokaler; to særlige lyde, som ikke findes på dansk, er det grønlandske q der udtales i retning af 'rk', men med lukke med bagtungen/drøbelen (hvilket også kendes på arabisk), mens kombinationer af ll og rl optræder som en særlig ustemt hæmmelyd, som også kendes på det keltiske sprog walisisk, f.eks. i ordet Lloyd's.

## Udtale
Det mest omfattende studie af grønlandsk fonologi er Jørgen Rischels Topics in West Greenlandic Phonology (1974).
Grønlandsk har tre vokalfonemer: /i/, /u/ og /a/.
Før en uvulær konsonant ([q] eller [ʁ]) skrives /i/ og /u/ som henholdsvis <e> og <o>, fordi udtalen af de to høje vokaler gøres lavere af den efterfølgende uvulære lyd, hvorved /i/ kommer til at lyde som [ɜ] og /u/ som [ɒ]. En lignende sænkning finder sted ved /a/, men dette vises ikke i retskrivningen. Da disse udtaleforskelle er allofoniske, det vil sige betingede af andre lyde i ordet, analyseres grønlandsk dog som havende kun tre vokalfonemer.
Dobbeltvokaler udtales som to stavelser, så fonologisk set er disse dobbeltvokaler og ikke lange vokaler; de skrives også som dobbeltvokal i retskrivningen.
Bogstaver mellem // er fonemer, og det følgende bogstav er den måde, hvorpå dette fonem skrives ifølge retskrivningen af 1973.
|           | Labial    | Alveolær           | Palatal | Velær    | Uvulær   |
| --------- | --------- | ------------------ | ------- | -------- | -------- |
| Lukkelyde | /p/ - p   | /t/ - t            |         | /k/ - k  | /q/ - q  |
| hæmmelyde | /v/ - v~f | /s/ - s            | (/ʃ/)   | /ɣ/ - g  | /ʁ/ - r  |
| Nasaler   | /m/ - m   | /n/ - n            |         | /ŋ/ - ng | /ɴ/ - rn |
| Likvider  |           | /l/ - l ~ /ɬ/ - ll |         |          | /ʁ/ - r  |
| Halvvokal |           |                    | /j/ - j |          | /Ø/ - ø  |

Grønlandsk har ikke noget tryk, men har visse "tunge" stavelser, f.eks. lyder stavelser med lang vokal eller stavelser før en dobbeltkonsonant som tryk. Forskellige intonationsforskelle kan også lyde som tryk.

Intonation fordeler sig forskelligt, alt efter om der stilles et spørgsmål eller fremsættes en påstand. Da interrogative og indikative verbalformer kan sammenfalde, er intonation bl.a. her betydningsadskillende.

## Skriftsprog
Som skriftsprog indtager grønlandsk en særstilling blandt inuitiske sprog, idet det har en særligt stærk skriftlig tradition, der har meget at takke den dansk-tyske missionær Samuel Kleinschmidts arbejde som sprogforsker for. Kleinschmidt udgav en grønlandsk retskrivning i 1840, selv om den ganske vist var for lærd og indviklet for de fleste. I 1972 vedtog det daværende landsråd en ny retskrivning, som omend den er mindre logisk opbygget, er tættere på den aktuelle udtale og dermed lettere at lære for mange. Grønland har således en stærk tradition for skriftsprog, og i den danske del af Grønland kunne alle læse og skrive allerede fra midten af 1800-tallet, noget før det var tilfældet for den samlede danske befolkning. Dette skal imidlertid ikke forveksles med, at der i den almindelige befolkning er en skriftlig tradition, der kan sidestilles med den europæiske. Det er først i nyere tid, at den almindelige grønlænder har lært at læse og skrive.

## Sprogpolitik og -debat
Grønlandsk er et meget lille sprog, som ikke undgår påvirkninger udefra og kontakter med omverdenen gennem globaliseringsprocessen. Derfor har der i Grønland været fokus på sprogbeskyttelse og debat om sprogets status i forhold til andre sprog, særligt dansk. Hjemmestyreloven af 1978 slog med § 9 fast, at grønlandsk skulle være hovedsproget i Grønland, men at der skal undervises grundigt i dansk. Loven tilføjede i stykke 2, at såvel grønlandsk som dansk skulle kunne anvendes i offentlige forhold. Selvstyreloven af 2009 ophøjede i § 20 det grønlandske sprog til officielt sprog uden at specificere, hvilken rolle dansk skulle spille.
Når sprogdebatten af og til går højt i Grønland, skyldes det både nogle i sprogene immanente forskelle og nogle praktiske omstændigheder i det miljø, de bruges i, som er et grønlandsk samfund under dansk påvirkning i en global verden, hvor engelsk spiller en betydelig rolle.
En løsning på sprogforbistringen mellem grønlændere og danskere, der hver for sig ikke kan modpartens sprog, er fx blevet fremsat af økonomen Mogens Boserup på en konference i Sisimiut (Holsteinsborg) i 1970, idet forslaget gik ud på at gennemføre et sprogskifte og altså afskaffe grønlandsk – eller til nød at indføre diglossia, hvor grønlandsk skulle være hjemmesproget og dansk hovedsproget. Forslaget ville i sagens natur svække grønlandsk og gøre tolkning mindre udbredt, men ville også forbedre grønlændernes adgang til uddannelse og dermed deres muligheder for at fremme deres kvalifikationer, så de i højere grad selv ville blive i stand til at styre landet.
Når forslaget mødte modstand, hænger det sammen med en grønlandsk sprogopfattelse, hvor sproget ses som en fundamental del af den nationale identitet. Derved ville det blive set som en krænkelse, hvis man fra officielt hold forsøgte at indføre et bestemt sprogligt hegemoni.
Juridisk er det svært at nå frem til en endegyldig definition af, hvem der er grønlændere, da både grønlændere og danskere er danske statsborgere, men sproget inddrages af og til i forsøgsvise indkredsninger af den nationale identitet. Imidlertid findes der grønlændere, der taler dansk som førstesprog og grønlandsk som andetsprog, hvis de overhovedet taler grønlandsk. Der kan være tale om, at nogle dansktalende er af blandede familier, hvor der er blevet talt dansk, at andre har måske været på institution i Danmark og aldrig har fået lært grønlandsk, mens atter andre kan have været vokset op i grønlandsksprogede familier, der har haft en ambition om at lære deres børn dansk.

### Kundskaber i dansk og grønlandsk
Forhandlingerne i Grønlands Landsting (Inatsisartut) foregår fortrinsvis på grønlandsk, men kan også foregå på dansk. Flere medlemmer af landsstyret (Naalakkersuisut) er dansksprogede; det gælder fx landsstyremedlemmet for uddannelse, Palle Christiansen. Sprogets rolle som udtryk for den etniske identitet har netop været foranlediget af, hvilket sprog der er blevet talt fra talerstolen i landstingssalen været genstand for gentagen opmærksomhed, idet der er blevet fremsat forslag om at forbyde dansk, uden at det dog er blevet gennemført.
Debatten i Grønland fokuserer imidlertid ikke kun på sådanne symbolske udtryk for de respektive sprogs status, men også praktiske situationer i hverdagen, hvor grønlændere, der kun i ringere grad behersker dansk, ikke har de samme muligheder for at blive betjent som andre borgere, hvis de ikke kan få adgang til at tale med en grønlandsksproget. I medfør af et tillæg til sagsbehandlingsloven har borgere krav på at blive serviceret af den offentlige forvaltning på det sprog, de ønsker, men i en række andre sammenhænge kan man komme ud for, at det ikke umiddelbart er muligt, eksempelvis på restauranter eller i butikker i de større byer, ligesom der heller ikke altid er (kvalificeret) tolkebistand til rådighed. Nogle grønlændere føler sig hæmmede af deres manglende danskkundskaber og føler derfor en form for mindreværd i deres eget samfund.
Det er ikke kun grønlændernes manglende kunnen på dansk, der er omdebatteret, men også det forhold, at kun få danskere kan grønlandsk. Når man ser på, hvorfor grønlænderne er bedre til dansk end danskerne til grønlandsk, er der flere forhold, der må tages i betragtning. Selvom dansk først blev obligatorisk som fag i grønlandske skoler i 1925, er der siden 50'erne almindeligt blevet undervist på dansk i nogle eller alle fag, ikke kun grundet ønsker om danisering men også på grund af mangel på grønlandsklærere og en elevfremgang, som er overgået udbuddet af lærerkræfter. I 60'erne blev udvalgte børn sendt på skoleophold i Danmark i et år og kom hjem med en høj tosprogethed og mulighed for senere at indtage nøglestillinger i det grønlandske samfund. Politisk set blev dansk imidlertid nedprioriteret som undervisningssprog i 1979 med Hjemmestyrets indførelse for blot senere at blive opprioriteret igen, da det stod klart, at dansk var en forudsætning for videreuddannelse.
Sprogene er indbyrdes meget forskellige, men grønlænderne har været eksponeret for det danske sprog længere, end danskerne har haft kontakt med grønlandsk: Hvor grønlændere møder dansk, fra før de starter i skolen gennem fx massemedier, er de fleste tilkaldte danskere kun i Grønland i en årrække for at arbejde. De glemmer måske, at Grønland primært er grønlandsksproget, når de oplever at kunne klare sig uden at lære sproget. Men sproglige kundskaber ville alt andet lige have øget udbyttet af deres ophold – og kan opfattes som udtryk for almindelig høflighed. Derudover fremhæves det i debatten, at det er svært at få tid og finde kvalificeret undervisning, da der er behov for at opdatere undervisningsmaterialerne, og aftenskoleundervisning ikke er nok. Undervisning i arbejdstiden er desuden for dyrt, selvom nogle virksomheder som fx forsyningsvirksomheden Nukissiorfiit har en bevidst sprogpolitik og et ønske om, at begge parter bliver bedre til det af sprogene, de er mindst dygtige til. Imidlertid er det et problem at skaffe gode grønlandsklærere til danske tilkaldte, når også folkeskolen mangler undervisere. Desuden anfører man, at det kunne føre til problemer at stille sproglige krav, fordi man er dybt afhængig af tilkaldt arbejdskraft, idet en kritisk sprogdebat kunne være skadelig for samarbejdsklimaet mellem grønlændere og tilkaldte.

### Engelsk
Ikke blot grønlandsk, men også dansk er et lille sprog på verdensplan, og der har derfor været fremsat forslag om, at engelsk skulle erstatte dansk i Grønland, men som modargument er det blevet fremført, at de grønlandsk-danske kontakter er meget tættere end de kontakter Grønland har med lande, hvor engelsk kan bruges, og spørgsmålet om første fremmedsprog er desuden et spørgsmål med politiske, kulturelle, uddannelsesmæssige, økonomiske, beskæftigelsesmæssige undertoner. Desuden anføres det, at dansk nok er et lille sprog, men at det skaber muligheder for kontakt med de øvrige nordiske lande og altså potentielt ca. 20 millioner sprogbrugere, og at brugen af engelsk i Grønland desuden ikke fjerner presset på det grønlandske sprog. Der undervises i engelsk folkeskolen fra 6. klasse samt i GU og på de videregående uddannelser. Endvidere er dansk ofte en forudsætning for at lære engelsk i Grønland pga. det manglede udbud af grønlandsk-engelsk undervisningsmateriale.
Engelsk indgår også i den grønlandske hverdag, hvor det via medier som f.eks. internettet spiller en rolle, ligesom turisme og kontakter med andre inuitter og samarbejdsorganisationen ICC, Inuit Circumpolar Conference, konfronterer grønlænderne med verdenssproget. Engelsk er således Grønlands tredje mest brugte sprog. I ICC er engelsk en nødvendighed, da de inuitiske sprogstammer, inuppik (som grønlandsk tilhører) og yuppik (som tales i det sydlige Alaska og i Sibirien) er for indbyrdes forskellige til, at man umiddelbart kan gøre sig forståelig.
For at lette den indbyrdes sammenlignelighed mellem de inuitiske sprog har der dog været fremsat et forslag om en fælles retskrivning for alle inuit, hvilket formentlig ville betyde enden på det syllabiske skrivesystem, der benyttes på inuktitut. Imidlertid er sprogbrugere konservative, og forslaget har vist sig svært at gennemføre i praksis.

## Et truet sprog?
Det debatteres om det grønlandske sprog er truet. Noget af debatten går på brugen af låneord, men for så vidt sproget er i brug, og der skrives tekster på det, er låneord ikke i sig selv et problem. Sammenligner man med de øvrige inuitsprog, har Grønland en rig litteraturtradition, som oversættes, mens der til gengæld ikke oversættes så meget udenlandsk litteratur til grønlandsk, som for eksempel til færøsk. En åbenlys forklaring på dette er, at færøsk et nordisk sprog, som har givet færingerne let tilgængelighed til den nordiske litteratur, herunder den islandske. Grønlandsk blev først skriftsprog i 1700-tallet.
Grønland har to dobbeltsprogede aviser, Sermitsiaq og Atuagagdliutit/Grønlandsposten. Derudover synger de fleste grønlandske musikere på grønlandsk. Kalaallit Nunaata Radioas radiosendeflade er domineret af grønlandsk, mens der er flere udsendelser på dansk i fjernsynet.

## Ordbøger
Grønlands Sprogsekretariat har en lang række ordbøger og sprogressourcer, som de stiller frit til rådighed online. Man kan tilgå automatiseret konverting til nutidig retsskrivning, AI-genererede oversættelser, et tekst-til-tale-system, ordanalyser, lister over opdaterede stednavne og andre funktioner.
Selvstyret tilbyder endvidere online ordbogen DAKA, som kan bruges til gensidige dansk-grønlandske oversættelser af udvalgte gloser. På grund af de to sprogs store forskelle skal den dog bruges med varsomhed. Den er ikke blevet opdateret siden 2010.
En i dag stærkt forældet dansk-grønlandsk ordbog ved Jacob Kjer og Christian Rasmussen blev udgivet i 1893 og var "Udgivet paa Foranstaltning af Ministeriet for Kirke- og Undervisningsvæsenet".
Den er indskannet og ligger tilgængelig i Projekt Runeberg.

### Fodnoter
1. ↑  <f> er måden hvorpå dobbeltkonsonanten /vv/ skrives.
2. ↑  Sprogdebatten spillede fx en rolle som en del af valgkampen før valget til Grønlands Landsting i december 2002, hvor det grønlandske sprog blev gjort til genstand for en identitetsdebat. Det danske sprogs kobling til uddannelse og velfærd i Grønland er imidlertid en udfordring for det store fokus på grønlandsk som central identitetsmarkør.[21]
3. ↑  Et tidligere forslag om, at alle virksomheder med hjemsted i Grønland skulle have en grønlandsksproget ledelse, fik Søren Espersen (DF) til at stille et §20-spørgsmål til daværende statsminister, Anders Fogh Rasmussen:[27]
 Hvad synes statsministeren [Anders Fogh Rasmussen] om det grønlandske regeringsparti Siumuts nyfremsatte forslag om, at, og mener statsministeren, at et sådant forslag vil være i overensstemmelse med internationale regler og konventioner?
4. ↑  "Den, der er part i en sag, kan
tilkendegive at vedkommende ønsker at blive betjent på grønlandsk eller dansk. En sådan tilkendegivelse er bindende for myndigheden." §7a har været i kraft siden 1999.[28]